# Julia Smit
Julia Smit (nacida el 14 de diciembre de 1987 en Santa Rosa, California) es una nadadora estadounidense. Smit formó parte del equipo de natación estadounidense que ganó una medalla de plata en los 4 × 100 m estilo libre de relevo en los Juegos Olímpicos de Pekín 2008, después de nadar en las series de clasificación. Actualmente Smit es parte del equipo de natación  y saltos de la Universidad de Stanford. Smit se graduó de la Preparatoria Mt. Sinai en Long Island Nueva York.  Como una estudiante de secundaria ella impuso un récord estatal en Nueva York en las 100 yardas estilo espalda y los 200 metros individual de relevo, nadando en el Three Village Swim Club.